# Powder Springs
Powder Springs es una ciudad ubicada en el condado de Cobb en el estado estadounidense de Georgia. En el año 2000 tenía una población de 12.481 habitantes.

## Geografía
Powder Springs se encuentra ubicada en las coordenadas 33°51′57″N 84°40′49″O / 33.86583, -84.68028 (33.865933, -84.680349).
Según la Oficina del Censo, la localidad tiene un área total de 16,4 km² (6,3 mi²), de la cual 16,4 km² (6,3 mi²) es tierra y 0 km² (0 mi²) (0.00%) es agua.

## Demografía
Según la Oficina del Censo en 2000 los ingresos medios por hogar en la localidad eran de $56,486, y los ingresos medios por familia eran $59,392. Los hombres tenían unos ingresos medios de $41,345 frente a los $31,774 para las mujeres. La renta per cápita para la localidad era de $19,776. 